# امامزاده سیدان
امامزاده سیدان مربوط به دوره پهلوی است و در اسدآباد، چهارباغ سید جمال الدین اسدآبادی واقع شده و این اثر در تاریخ ۱۸ اسفند ۱۳۸۷ با شمارهٔ ثبت ۲۵۱۶۴ به‌عنوان یکی از آثار ملی ایران به ثبت رسیده است.